# Cottondale (Florida)
Cottondale es un pueblo ubicado en el condado de Jackson en el estado estadounidense de Florida. En el Censo de 2010 tenía una población de 933 habitantes y una densidad poblacional de 104,11 personas por km².

## Geografía
Cottondale se encuentra ubicado en las coordenadas 30°47′55″N 85°22′29″O / 30.79861, -85.37472. Según la Oficina del Censo de los Estados Unidos, Cottondale tiene una superficie total de 8.96 km², de la cual 8.61 km² corresponden a tierra firme y (3.87%) 0.35 km² es agua.

## Demografía
Según el censo de 2010, había 933 personas residiendo en Cottondale. La densidad de población era de 104,11 hab./km². De los 933 habitantes, Cottondale estaba compuesto por el 69.24% blancos, el 24.22% eran afroamericanos, el 0.43% eran amerindios, el 0.75% eran asiáticos, el 0% eran isleños del Pacífico, el 0.64% eran de otras razas y el 4.72% pertenecían a dos o más razas. Del total de la población el 6.65% eran hispanos o latinos de cualquier raza.